# Where Do I Go from Here
"Where Do I Go From Here" is de minst succesvolle single van de Amerikaanse meidengroep The Supremes uit de jaren zeventig. Het haalde alleen de R&B lijst waar het moeite had de top 100 binnen te komen, hangend blijvende op een #93 plaats. Het was de eerste single sinds 1967 waar Brian Holland en Eddie Holland, maar zonder Lamont Dozier, weer aan meewerkten. Het was echter niet succesvol als de H-D-H nummers uit de jaren zestig, als "I Hear a Symphony en "Love Is Here And Now You're Gone".
"Where Do I Go From Here" was de tweede single van het album "The Supremes". De eerste single was "He's My Man", wat dezelfde B-kant, "Give Out, But Don't Give Up", als "Where Do I Go From Here" had.

## Bezetting
- Lead: Scherrie Payne
- Achtergrondzangeressen: Mary Wilson en Cindy Birdsong
- Schrijvers: Eddie en Brian Holland
- Productie: Brian Holland